# Disney Mobile Studios
Ne pas confondre avec le service de téléphonie, Disney Mobile
Disney Mobile Studios, aussi connu sous le nom Disney Mobile est une société filiale de la Walt Disney Company qui dépend du Walt Disney Internet Group (WDIG) éditant du contenu pour les portables et smartphones. Disney Mobile propose actuellement ses services dans plus de 30 pays.
Cette entité reste pour le moment nommée Disney Mobile en Europe et en Asie mais a été renommée Disney Mobile Studios aux États-Unis fin 2004 et abrégé en mDisney Studios depuis 2006 lors du lancement de l'opérateur virtuel Disney Mobile aux États-Unis. Elle comprend aussi :
- Starwave Mobile pour la conception de contenu en tierce partie, lancé à l'automne 2004
- Living Mobile une société européenne de jeux pour téléphone mobile

## Historique
Disney a d'abord lancé au Japon en août 2000 un service nommé Disney Mobile pour des sonneries et des fonds d'écrans pour téléphones portables.
En août 2000, Disney lance le service Disney Mobile au Japon sur le réseau i-mode de NTT DoCoMo pour des sonneries et des fonds d'écrans pour téléphones portables. En 2002 Disney étend le service à d'autres pays. En raison du succès il fut étendu dès 2002 à Taïwan, Hong Kong, à la Corée du Sud, au Royaume-Uni, à l'Autriche et à l'Allemagne.
Fin 2004, le fournisseur de contenu est renommé Disney Mobile Studios aux États-Unis en raison du lancement prévu de Disney Mobile, un opérateur virtuel.
Le 19 octobre 2005, WDIG achète Living Mobile une société éditrice de jeux vidéo allemande basée à Munich et à Prague. Les détails de la transaction n'ont pas été révélés mais les 40 employés de la société ne seront pas délocalisés.
Le 23 septembre 2011, Disney Mobile annonce la sortie de Jetez-vous à l'eau ! (Where’s My Water), un jeu de puzzle basé sur la physique disponible pour les plateformes iPhone et Android.
Le 21 mai 2012, Disney Mobile et Disney Consumer Products lancent une gamme de produits liée au jeu Jetez-vous à l'eau !. Le 16 novembre 2012, Disney porte le jeu Gnome Village sur Android. Le 24 décembre 2012, Disney Mobile Studios publie trois nouveaux jeux d'un coup pour smartphones, Monster’s Inc. Run développé par Get Set, Where’s My Holiday?, variante de Noël et Nemo's Reef, afin de capter des parts de marché du jeu sur mobile.
Le 5 mars 2013, Disney Mobile Games et Imangi Studios décline Temple Run avec Le Monde fantastique d'Oz. Le 22 juin 2013, Disney Mobile Studios développe la franchise Jetez-vous à l'eau ! avec Mais, où est Mickey ?, une déclinaison basée sur Mickey Mouse. Le 12 septembre 2013, Disney Mobile lance la version 2 de Jetez-vous à l'eau !. Le 9 décembre 2014, Disney s'associe au studio de développement singapourien Gumi Asia pour un jeu tiré du film Les Nouveaux Héros.

## Identité visuelle

Logo de Disney Mobile au Japon depuis 2002
Logo de Disney Mobile en Europe depuis 2004
Logo de Disney Mobile Studios en 2004
Logo de Disney Mobile Studios depuis 2006